# Iman Meskini
Pour les articles homonymes, voir Meskini.
Iman Meskini, née le 3 mars 1997, est une actrice de télévision norvégienne. 
Elle joue le rôle de Sana Bakkoush dans la série Skam. Son personnage est récurrent dans les trois premières saisons et devient le personnage principal de la quatrième et dernière saison de la série.
Depuis 2016, Iman Meskini est étudiante en cursus « Langue arabe et Moyen-Orient » à l'Université d'Oslo. Sa mère est norvégienne et son père est tunisien. Elle a grandi dans le village de Langhus et est musulmane pratiquante. En 2016-2017, Meskini a joué dans l'équipe de basketball de Høybråten.

## Filmographie

### Cinéma

#### Longs métrages
- 2016 : Astronauter og filmstjerner : Fyllaungdom #5

### Télévision
- 2015 - 2017 : Skam  : Sana Bakkoush (38 épisodes)